# Carlo De Stefani
Carlo De Stefani (Padova, 9 maggio 1851 – Firenze, 12 novembre 1924) è stato un geologo, paleontologo e malacologo italiano.

## Biografia
Studiò a Livorno, dove la famiglia si era trasferita dopo l'Unificazione nazionale. Nel 1870, conseguì la laurea in giurisprudenza presso l'Università di Pisa. Qui, complice il fervore degli studi geologici, fioriti grazie all'attività di Paolo Savi e di Giuseppe Meneghini, si appassionò alla geologia. Tuttavia, almeno all'inizio della sua carriera, si applicò prevalentemente nell'economia politica. La pubblicazione della tesi di laurea, vertente su quest'ultima disciplina, gli schiuse, infatti, le porte dell'insegnamento, con la nomina a professore di statistica ed economia presso l'ateneo di Siena.
Ai primi e pochi studi in questo ambito, interesse che non superò il decennio dalla laurea, De Stefani incominciò ad associare alcuni lavori a carattere geologico, in particolare conducendo esplorazioni nelle Alpi Apuane, dove scoprì numerosi reperti malacologici. I risultati, peraltro, confluirono in una specifica carta geologica, che presentò all'esposizione universale di Parigi del 1878, e in una serie di contributi a stampa realizzati anche con Dante Pantanelli. Nello stesso anno, a seguito di rilievi condotti nella parte meridionale della Calabria, ne pubblicò prima la relativa Carta geologica e successivamente una memoria paleontologica.
Dal 1879 ingaggiò un'accesa polemica sia con il Comitato geologico (ideato un decennio prima da Igino Cocchi), a causa dell'eccessiva burocrazia e dell'arretratezza dei metodi (a carattere topografico e litologico) utilizzati negli studi finalizzati alla stesura della carta geologica, sia con Bernardino Lotti e Domenico Zaccagna, ispettori del corpo delle miniere incaricati dello studio geologico delle Alpi Apuane, ai quali rimproverava erronee valutazioni stratigrafiche e la non adeguata contestualizzazione dei dati delle indagini paleontologiche.
Tale polemica, che si protrasse fino al 1882, se lo rese inviso a molti membri del Comitato, tra i quali il suo mentore Meneghini, cui spettava la supervisione scientifica dei rilievi dei citati ispettori, fece guadagnare a De Stefani il sostegno di altri geologi, quali Torquato Taramelli e Antonio Stoppani, e lo spinse verso una carriera più marcatamente geologica. Infatti, lasciata la cattedra di Siena, collaborò dal 1883 con Stoppani, che era direttore del gabinetto di geologia dell'Istituto di Studi Superiori di Firenze, per poi prenderne il posto, dal 1885, nella cattedra di geologia e geografia. Sempre a Firenze, e dallo stesso 1885, diresse il Museo di geologia, incarico che avrebbe retto sino alla morte, incrementandone le collezioni.
Socio della Società Geografica Italiana, dell'Accademia dei Lincei, dell'Accademia Nazionale delle Scienze, dell'Accademia dei Georgofili e della Société Géologique de Belgique, De Stefani fu tra i fondatori della Società Malacologica Italiana nel 1874, così come della Società Geologica Italiana, che presiedette nel 1896. Inoltre, a testimonianza dell'interesse per l'antropologia, con alcuni lavori che ebbero anche un qualche influsso su Paolo Mantegazza, fu anche presidente della Società Italiana di Antropologia (1913-14).
Ebbe anche alcuni incarichi politico-amministrativi: fu, infatti, per un lustro assessore ai Lavori pubblici del Comune di Firenze e, per un ventennio, consigliere provinciale a Massa (dal 1923 a Lucca) in rappresentanza del mandamento di Castelnuovo di Garfagnana. Morì, settantatreenne, a Firenze, ma fu tumulato a Pieve Fosciana, lasciando molti dei suoi allievi e discepoli, fra i quali Giotto Dainelli, Giuseppe Stefanini, Ettore Artini, Paolo Principi e Ardito Desio, in un ruolo di primo piano nel panorama scientifico-geologico italiano. Nei suoi ambiti di ricerca, pubblicò oltre quattrocento fra carte, note, memorie e saggi.